# Штремпель, Эрвин
Эрвин Штремпель (нем. Erwin Strempel; 6 января 1924, Карлсруэ, Республика Баден — 17 октября 1999) — немецкий футболист, вратарь. Выступал за сборную Саара.

## Биография

### Клубная карьера
Начал игровую карьеру в 1946 году, выступая за клуб «Саарбрюккен», в составе которого провёл 9 сезонов. В 1955 году перешёл в «Боруссия» (Нойнкирхен).

### Карьера в сборной
Дебютировал за сборную Саара 22 ноября 1950 года в её первом международном матче против второй сборной Швейцарии, в котором Саар победил со счётом 5:3. Штремпель был основным вратарём сборной Саара вплоть до 1955 года и принял участие в 14 матчах сборной из 19 проведённых, в том числе во всех 4 матчах отборочного турнира чемпионата мира 1954.